# Ihaab Boussefi
Ihaab Boussefi ou Ihab Al Bouseffi (arabe : ايهاب البوسفي), né le 23 juin 1985 à Tripoli, est un footballeur international libyen évoluant au poste d'attaquant avec l'Al-Ittihad Tripoli.

## Carrière

### En club
Ihaab Boussefi commence sa carrière professionnelle dans son pays natal en Libye dans le club promu d'Al-Mustaqbal. Il réalise une très bonne première saison à l'âge de 20 ans (14 matchs et 7 buts).
Un club plus renommé le recrute dès la saison 2006-2007 : le club d'Al-Ittihad Tripoli. Puis il est transféré dans le club d'Al Nasr Benghazi mais il y reste qu'une seule saison.
Il joue actuellement dans le club d'Al-Ittihad Tripoli.

### En sélection nationale
Ihaab Boussefi débute en sélection nationale 5 juin 2011 contre les Comores (1-1) pour le compte des Qualifications de la CAN 2012, il ouvre même la marque lors de ce match et ouvre ainsi son compteur but en sélection .
Après avoir participé et marqué lors des Jeux panarabes de 2011, il participe à la CAN 2012 et marque même un doublé contre le Sénégal (2-1) qui donne la victoire aux siens. Mais ceci n'est pas suffisant pour se qualifier pour la seconde phase de la compétition.

## Palmarès
| - Al-Ittihad Tripoli - Championnat de Libye - Vainqueur (4) : 2007, 2008, 2009[réf. nécessaire] et 2011. - Coupe de Libye - Vainqueur (2) : 2007 et 2009[réf. nécessaire]. - Supercoupe de Libye - Vainqueur (3) : 2007, 2008 et 2009.[réf. nécessaire] |  | - Al Nasr Benghazi - Coupe de Libye - Vainqueur (1) : 2010. |

## Buts en sélection
| Buts (4) en sélection d'Ihaab Boussefi | Buts (4) en sélection d'Ihaab Boussefi | Buts (4) en sélection d'Ihaab Boussefi           | Buts (4) en sélection d'Ihaab Boussefi | Buts (4) en sélection d'Ihaab Boussefi | Buts (4) en sélection d'Ihaab Boussefi | Buts (4) en sélection d'Ihaab Boussefi |
|                                        | Date                                   | Lieu                                             | Adversaire                             | Score                                  | Résultat                               | Compétition                            |
| -------------------------------------- | -------------------------------------- | ------------------------------------------------ | -------------------------------------- | -------------------------------------- | -------------------------------------- | -------------------------------------- |
| 1.                                     | 5 juin 2011                            | Stade Saïd Mohamed Cheikh, Mitsamiouli (Comores) | Comores                                | 0-1                                    | 1-1                                    | Qualifications CAN 2012                |
| 2.                                     | 14 décembre 2011                       | Al Gharafa Stadium, Doha (Qatar)                 | Palestine                              | 1-1                                    | 1-1                                    | Jeux panarabes de 2011                 |
| 3.                                     | 29 janvier 2012                        | Stade de Bata, Bata (Guinée équatoriale)         | Sénégal                                | 1-0                                    | 2-1                                    | CAN 2012                               |
| 4.                                     | 29 janvier 2012                        | Stade de Bata, Bata (Guinée équatoriale)         | Sénégal                                | 2-1                                    | 2-1                                    | CAN 2012                               |

## Statistiques
| Saison      | Club               | Championnat | Championnat | Championnat | Coupe(s) nationale(s) | Coupe(s) nationale(s) | Sélection | Sélection | Sélection | Total | Total |
| Saison      | Club               | Division    | M.          | B.          | M.                    | B.                    | Équipe    | M.        | B.        | M.    | B.    |
| 2005 - 2006 | Al-Mustaqbal       | 1           | 14          | 7           | -                     | -                     | -         | -         | -         | 14    | 7     |
| 2006 - 2007 | Al-Ittihad Tripoli | 1           | -           | -           | -                     | -                     | -         | -         | -         | 0     | 0     |
| 2007 - 2008 | Al-Ittihad Tripoli | 1           | -           | -           | -                     | -                     | -         | -         | -         | 0     | 0     |
| 2008 - 2009 | Al-Ittihad Tripoli | 1           | -           | -           | -                     | -                     | -         | -         | -         | 0     | 0     |
| 2009 - 2010 | Al Nasr Benghazi   | 1           | 20          | 3           | 1                     | 1                     | -         | -         | -         | 21    | 4     |
| 2010 - 2011 | Al-Ittihad Tripoli | 1           | 4           | 4           | -                     | -                     | Libye     | 1         | 1         | 5     | 5     |
| 2011 - 2012 | Al-Ittihad Tripoli | 1           | -           | -           | -                     | -                     | Libye     | 7         | 3         | 7     | 3     |